# Culture de Trialeti
Subdivisions
Bronze moyen I ; Bronze moyen II ; Bronze moyen III,
Objets typiques
Gobelet en argent et or ; céramique biconique polychrome ; « rapières » en bronze de type égéen ; kourganes ; construction à appareil cyclopéen,,,
La culture de Trialeti (en géorgien თრიალეთის კულტურა), également connue sous les noms de 
culture de Trialeti-Vanadzor, ou culture de Trialeti-Kirovakan, est une culture de l'âge du Bronze moyen,,.
Cette culture archéologique, qui s'est développée entre la fin du IIIe millénaire av. J.-C. et le milieu du IIe millénaire av. J.-C. (du XXIe jusqu'au XIVe siècle av. J.-C.) doit son nom à Trialeti, une région montagneuse située en Géorgie. La culture de Trialeti s'est diffusée au sein d'une aire recouvrant le sud du Caucase, la partie orientale de l'Anatolie, le nord-ouest de l'Arménie, le nord-ouest de l'Iran et l'ouest de l'Azerbaïdjan. Sur ce même territoire, la culture de Trialeti est précédée par la culture kouro-araxe.
La culture de Trialeti et sa périodisation ont été définies et établies par l'archéologue russe Boris Kouftine en 1941, après des fouilles et des excavations conduites dans la région éponyme durant les années 1930,,,.
Son faciès archéologique est caractérisé par des artefacts métalliques dont des pendentifs filigranés et granulés ainsi que des gobelets confectionnés en argent ou en or et des céramiques (notamment des pièces de vaissellerie) à chromatique rouge ou noir, certaines de forme biconique,,.

## Historique
Entre 1936 et 1940, l'archéologue russe Boris Kouftine (en) entreprend des fouilles dans les kourganes situées sur le plateau de Tsalka, un relief de la région de Trialeti,. Kouftine publie en 1941 le résultat de ses investigations,. Il y désigne et définit la tradition archéologique caractérisant ces gisements funéraires comme étant la culture de Trialeti, et il en établit, d'après la stratigraphie du site, les premières périodisation et chronologie,. Une seconde campagne d'investigations archéologique est conduite par Kouftine en 1947,. Au total, durant les deux campagnes, l'archéologue russe a fouillé 32 kourganes au sein de la région de Trialeti.
Stuart Piggott, en 1968, puis Karen Rubinson, en 1977, proposent chacun une chronologie différente,. L'année suivante O. Dhjazaridze, à l'appui de campagnes de fouille postérieures à celles exécutées par Kouftine, suggère à son tour un nouveau séquençage, en faisant débuter la première phase de la culture de Trialeti en 2 300 av. J.-C. et terminer la troisième phase en 1 400 av. J.-C.. Pour établir cette périodisation, Dhjazaridze s'appuie sur la stratigraphie des tombes à char 29 et 5 de Trialeti pour la première phase et dont les mobiliers céramiques marquent une continuité avec la culture kouro-araxe tardive. Pour déterminer la seconde phase, il se fonde sur la stratigraphie des tumuli de Trialeti et introduit des éléments de comparaison avec les céramiques peintes issues du site de Kizil-Vank en Arménie pour établir la troisième phase. La proposition de Dhjazaridze est acceptée et relayée par Piggott et Charles A. Burney (en).
En 1972, Elguja Gogadze, en se basant uniquement sur la typologie des pièces archéologiques ayant été collectées dans la région sud du Caucase, définit un séquençage qui fait débuter la phase I en 2 000 av. J.-C., la phase II en 1 700 av. J.-C., et la phase III en 1 500 av. J.-C.. En 1977, Karen Rubinson, suivant la classification des tombes et de leurs mobiliers établie par Gogadze de 1972, propose une chronologie, toujours découpée en trois phases, mais comprise entre 2 000 et 1 450 av. J.-C..
En 2000, Antonio Sagona, en prenant appui sur la stratigraphie mise en évidence sur le site de Sos Höyük, en Anatolie orientale, suggère l'existence d'une séquence plus ancienne que la phase I. Il la désigne sous les termes de « proto-Trialeti ». Pour Sagona la formation de la phase proto-triatelienne est très probablement contemporaine, si ce n'est antérieure à 2 200 av. J.-C..

## Chronologie et périodisation
Trois phases distinctes ont été identifiées : la phase I, appelée « bronze moyen I » ; la phase II, « bronze moyen II » et la phase III, dite « bronze moyen III ». Ces trois périodes peuvent être datées de la manière suivante : phase I allant d'environ 2 000 à 1 850 ans av. J.-C. ; la phase II se développant entre 1 600 1 450 ans av. J.-C..
Bien que les phases II et III observent une continuité culturelle, elles sont chronologiquement séparées d'environ un siècle. Pour Karen S. Rubinson, en 1977, cet écart chronologique peut s'expliquer par un manque d'éléments valides à l'époque où Boris Kouftine a déterminé la périodisation de la culture de Trialeti. Les séquences stratigraphiques mises en évidence à Tepe Hansalu et Dinkha Tepe, en Azerbaïdjan occidental, permettent d'établir que la phase III est probablement antérieure à 1 600 ans av. J.-C., et pour Antonio Sagona, cette période débute vers 1 700 ans av. J.-C..

## Caractéristiques

### Faciès archéologique
Le corpus mis en évidence en 1941 par B. Kouftine au sein du kourgane XV de la nècropole de Trialeti constitue le faciès archéologique type de la culture triatelienne. Il est composé d'un bol peint en rouge, d'une tasse faite en argent, d'un chaudron fabriqué en bronze et muni d'un pied, d'un gobelet conçu en or, de lames d'épée en bronze recouvertes d'un placage en argent, d'une dague faite en bronze, de pointes de flèches en pierre.

### Rites funéraires
Les rites funéraires de la tradition trialétienne sont caractérisés par l'incorporation d'un char à quatre roues au sein d'un kourgane. Le véhicule est disposé aux côtés du défunt, cette personne appartenant, la plupart du temps, à l'élite. Ce type de modalité funéraire est attestée au cours de la première moitié du IIe millénaire av. J.-C.,,,.

### Économie
Les échanges culturels et commerciaux réalisés entre les territoires dominés par les Hittites et la région du Caucase méridional, notamment en ce qui concerne la conception de char et l'importation de chevaux de guerre, ainsi que le contrôle et l'exploitation des mines d'argent, pourraient expliquer le développement et l'expansion de la culture de Trialeti après 2000 av. J.-C..

## Aire de diffusion
La culture de Trialeti s'est diffusée dans le Caucase méridional, dans les régions de Meskhétie, région de Trialeti, vallée de la Koura. Des foyers sont également attestés en Arménie, en Azerbaïdjan et au sein des plateaux d'Anatolie orientale.
Le site archéologique de Sos Höyük (tr), dans la région de la commune d'Erzurum, en anatolie orientale, présente une stratigraphie comportant une phase triatélienne,,. 

Aire de diffusion de la culture de Trialeti
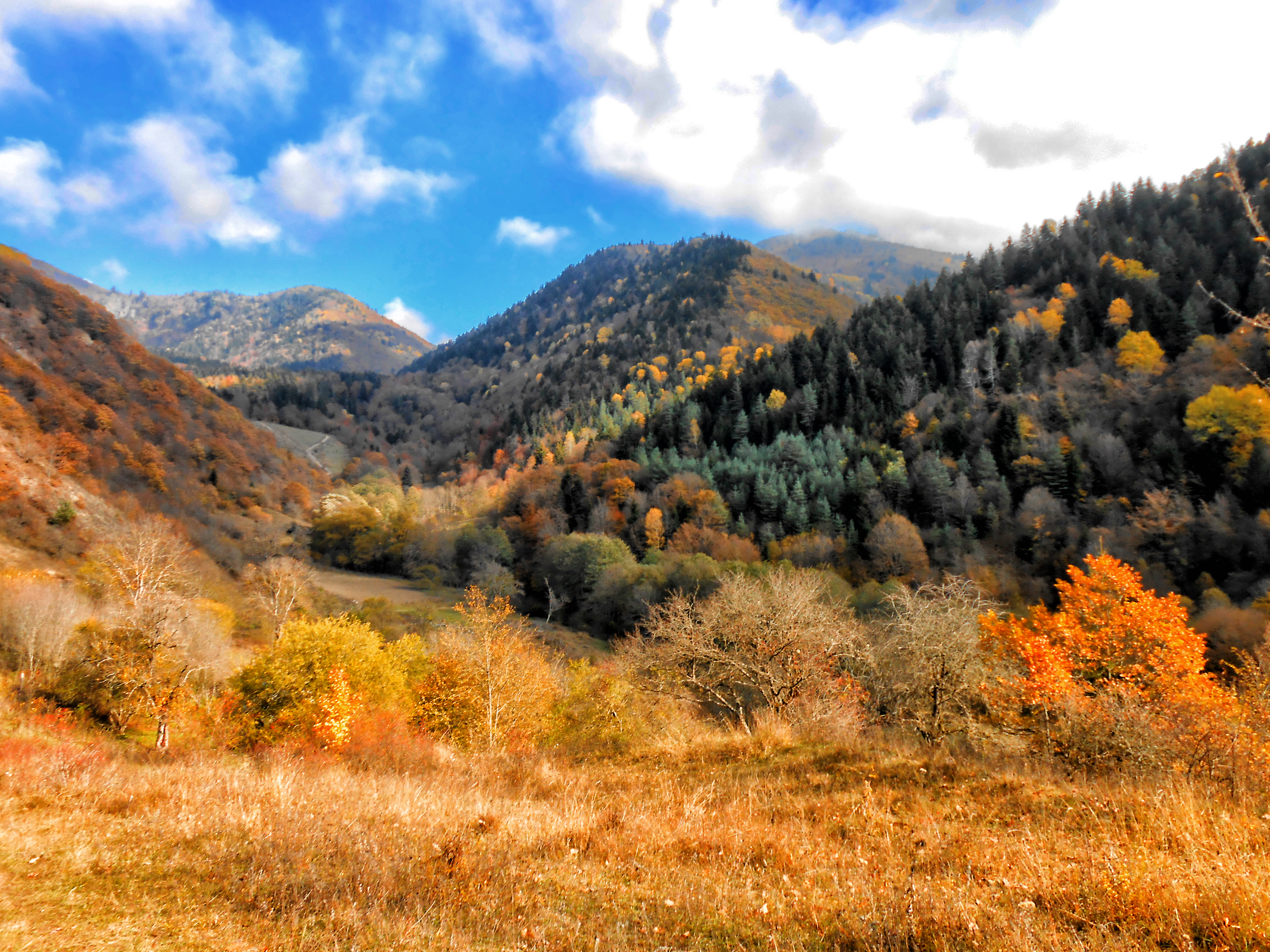
Massif de Trialeti.
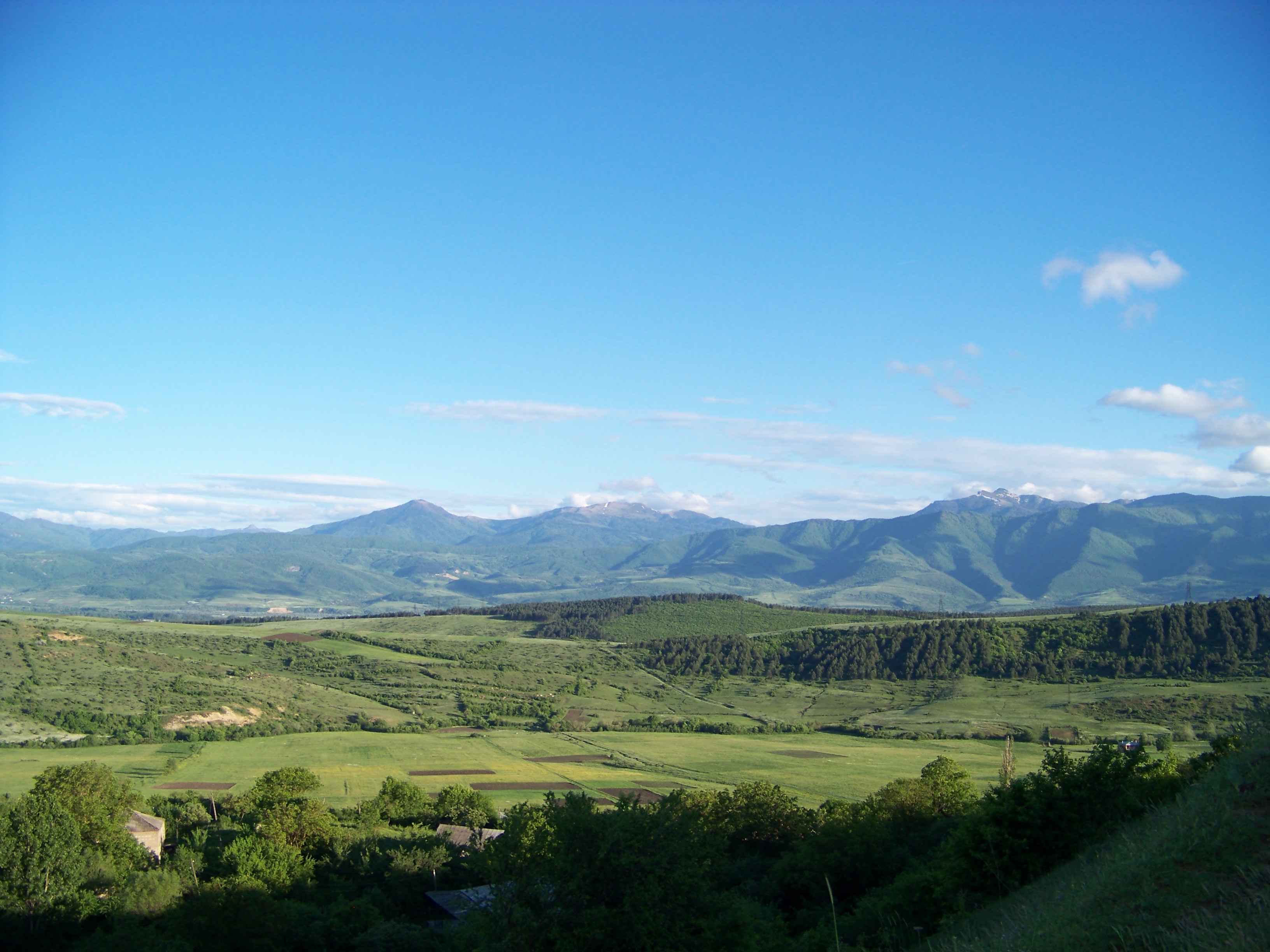
Massif et plaine de Trialeti.
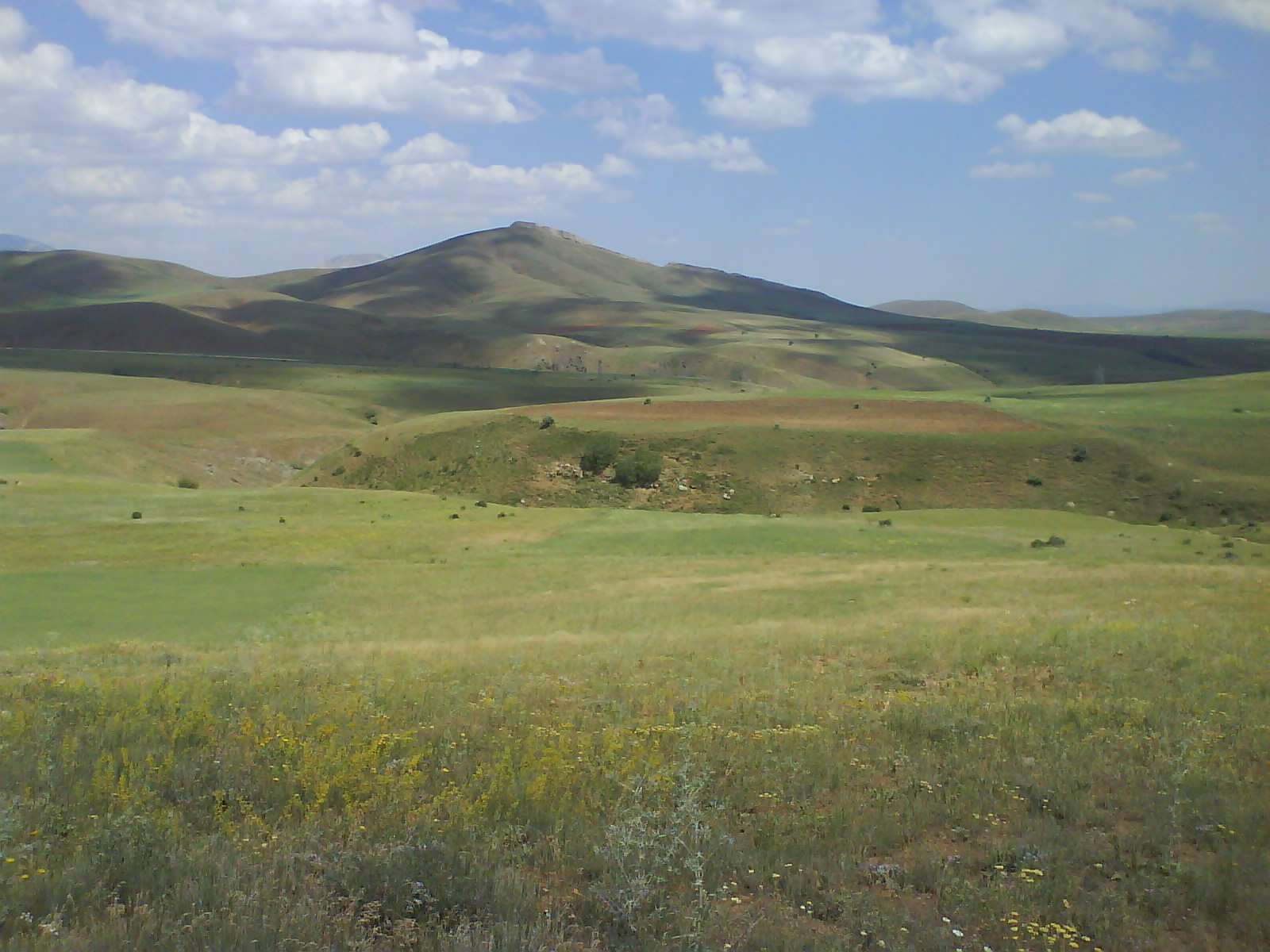
Tumulus à Erzurum.
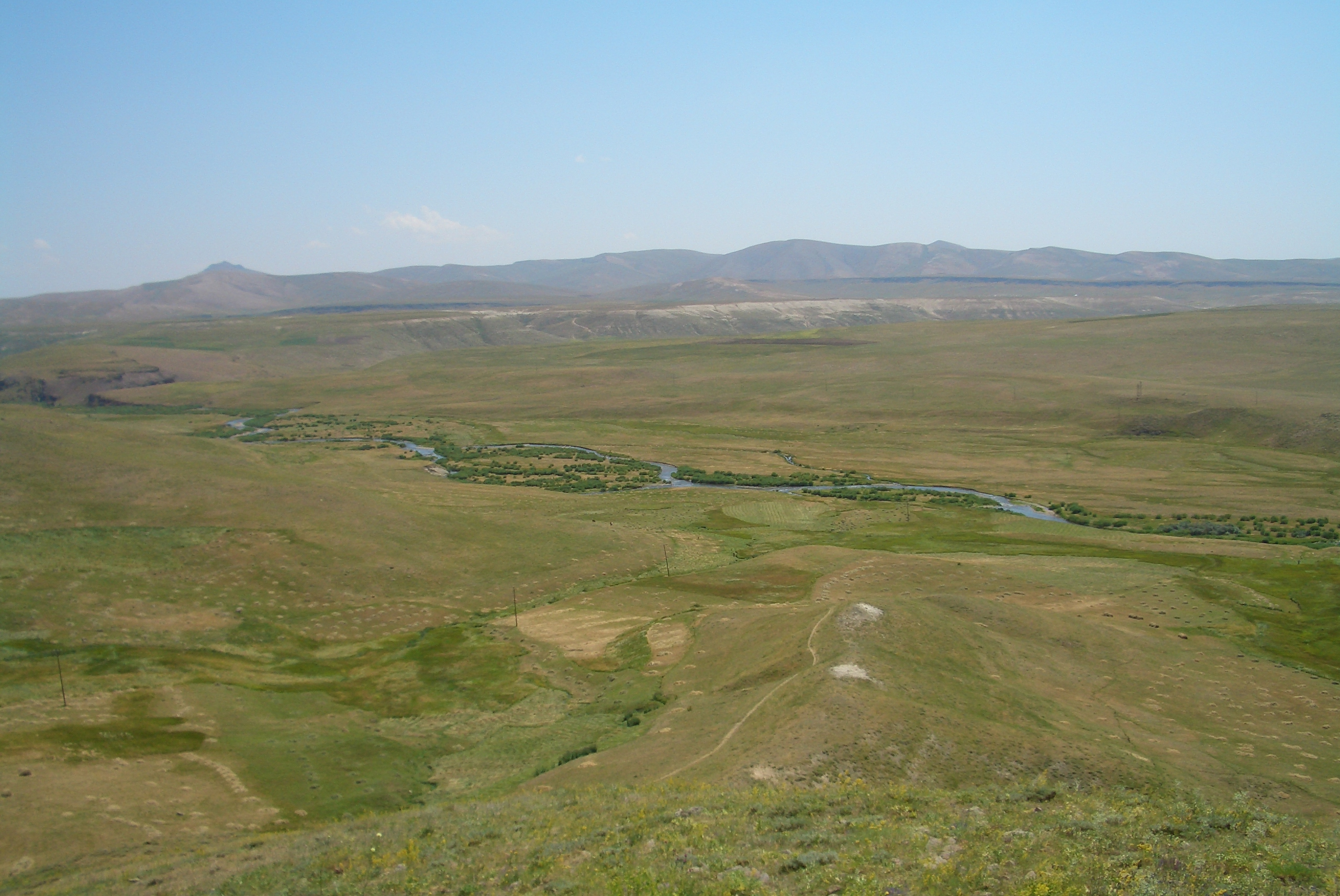
Erzurum
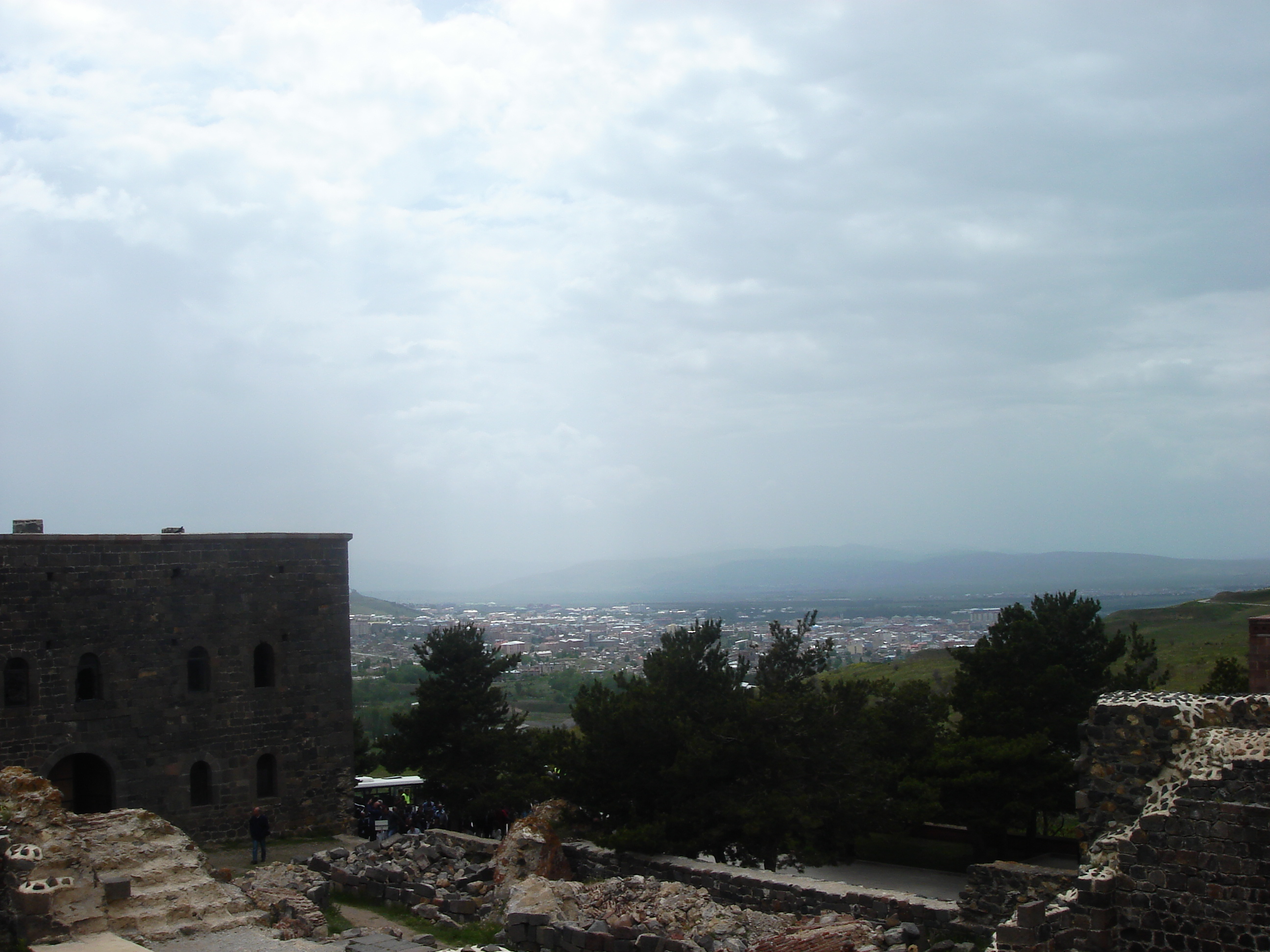
Erzurum
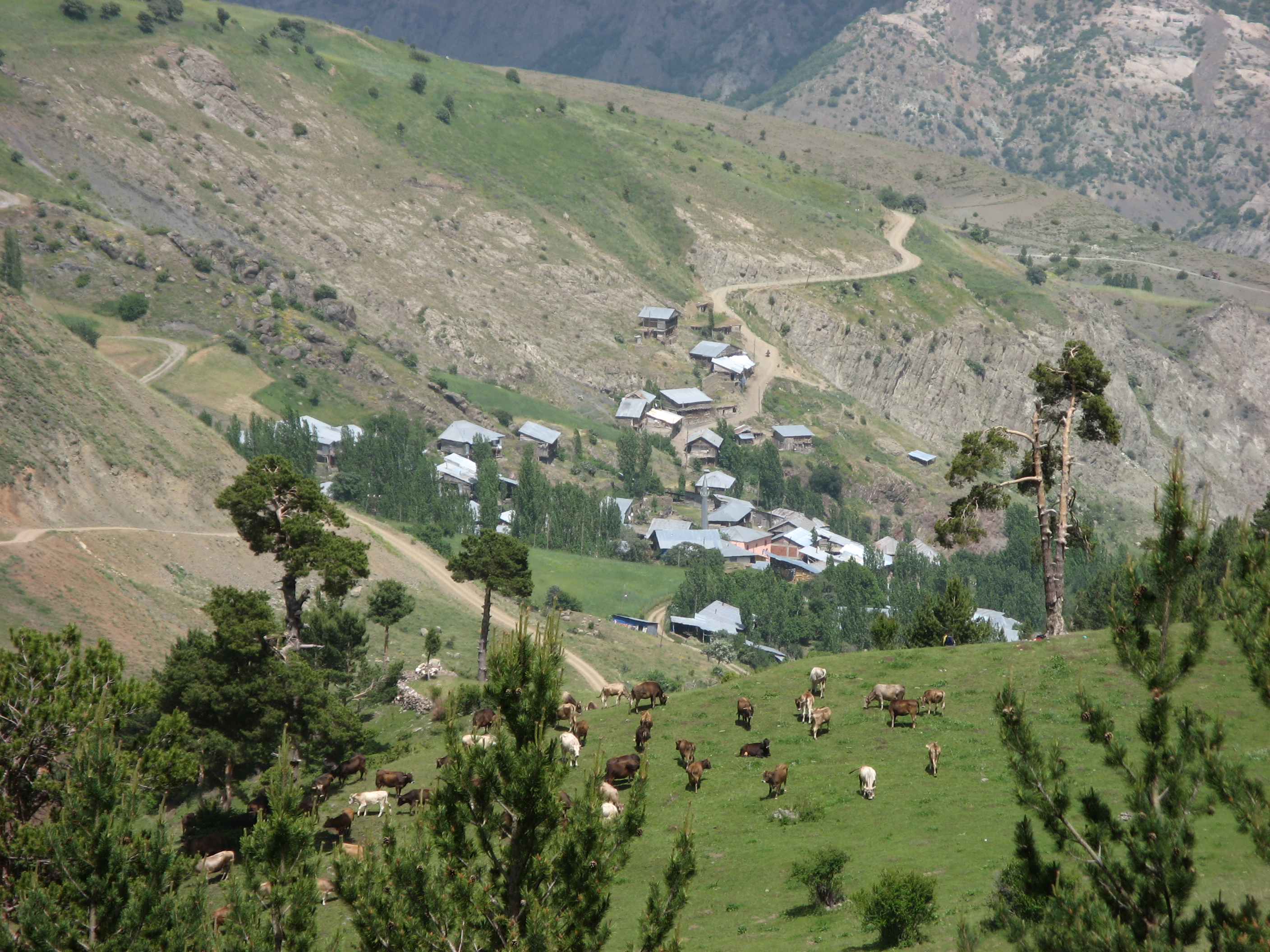
Erzurum.
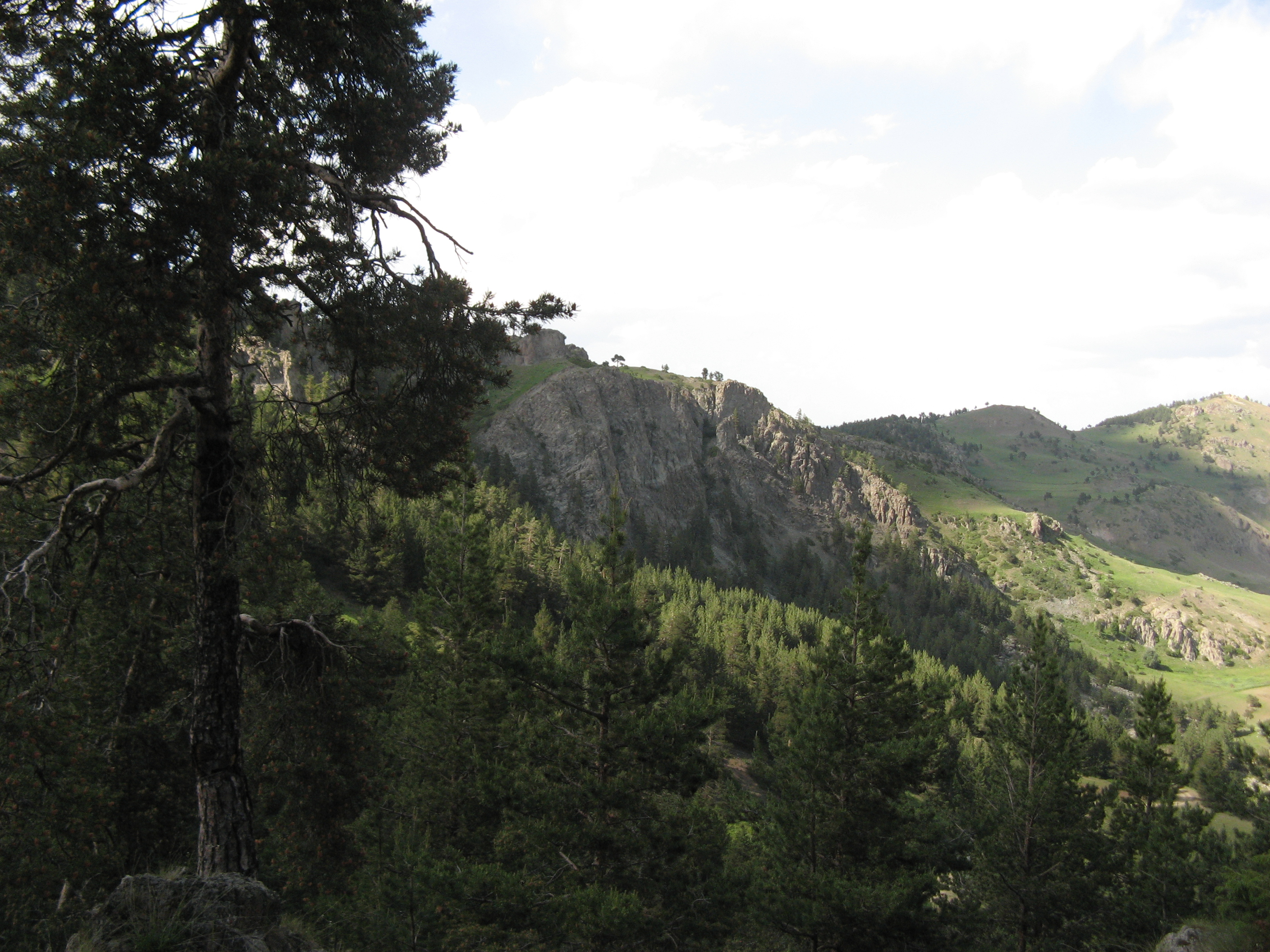
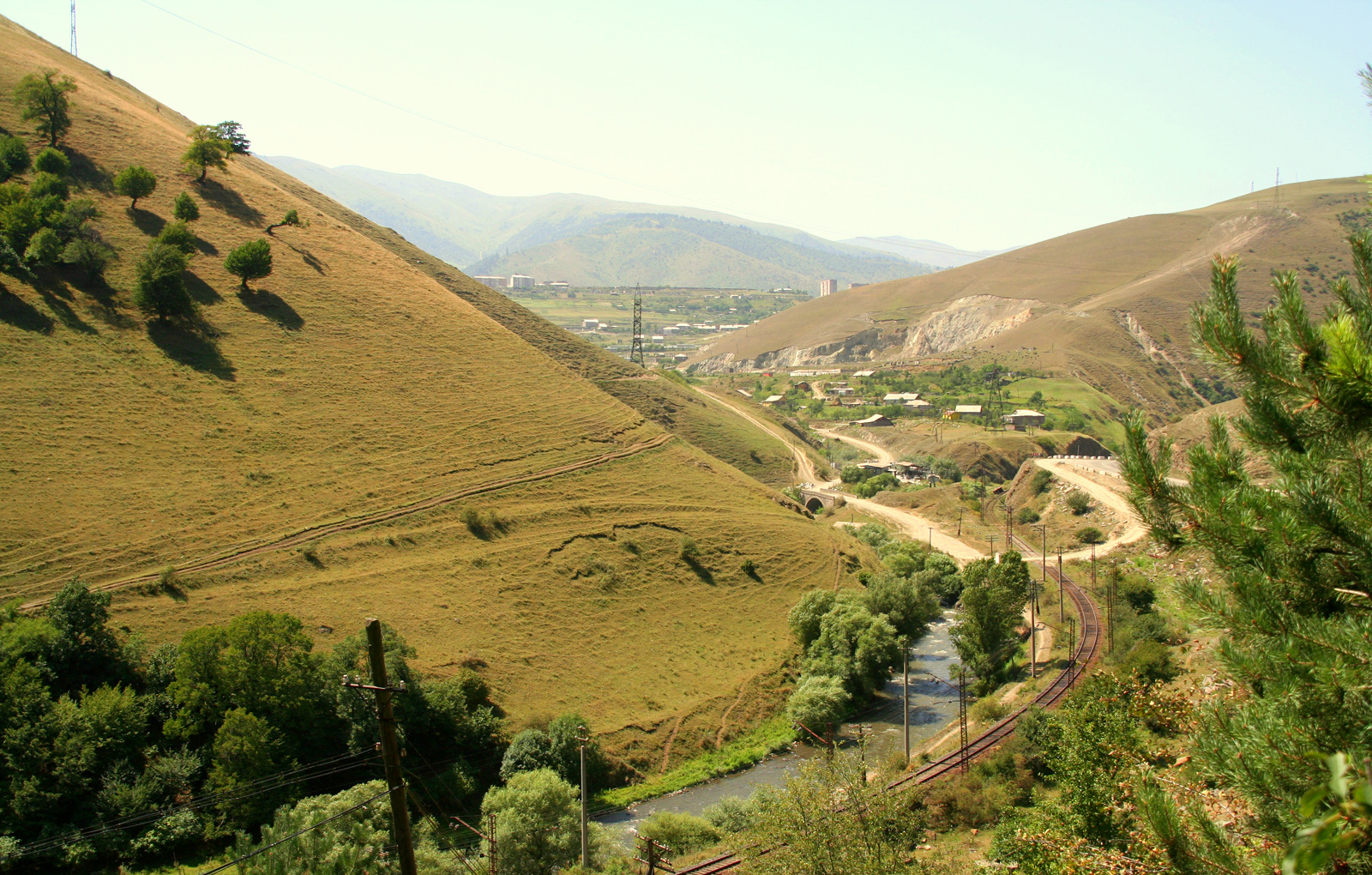
Vanadzor.

## Pour approfondir